# 克里斯·錢布里斯
卡羅·克里斯多福·錢布里斯（英語：Carroll Christopher Chambliss，1948年12月26日—），為美國職棒大聯盟的一壘手，生涯曾效力過印地安人、洋基和勇士等隊。
錢布里斯在1971年拿下美聯新人王，1976年入選唯一一次明星賽。1976年美聯冠軍賽，他敲出致勝全壘打幫助洋基重返世界大賽。1978年，他拿下生涯唯一一座金手套獎。後來他又以打擊教練的身分幫助洋基在1990年代末到2000年拿下四座世界大賽冠軍。

## 職業生涯

### 克里夫蘭印地安人
1967年和1968年的大聯盟選秀，錢布里斯都被紅人隊挑中。但是他都沒有選擇和球隊簽約，反而是繼續攻讀大學。他在1969年以敲出15轟和45分打點，帶領學校球隊拿下NBC聯賽冠軍。
1970年大聯盟選秀，印地安人選進錢布里斯。他與球隊簽約後便加入3A球隊。
1971年，錢布里斯升上大聯盟。由於當時一壘手已有Ken Harrelson坐鎮，因此錢布里斯移防外野。這年他的打擊率為2成75，並敲出9轟與48分打點。讓他成功拿下美聯新人王。

### 紐約洋基
1974年4月26日，印地安人用錢布里斯、Dick Tidrow和Cecil Upshaw向洋基交易Fritz Peterson、Steve Kline、Fred Beene和Tom Buskey等人。由於當時洋基隊送出的四名選手都是投手，對於只換來兩名投手外加一名短時間內無法擔任先發的二壘手，洋基隊的這波操盤遭受不少批評。不過錢布里斯在1976年入選生涯唯一一次明星賽，打破了其他人對他的批評。
1976年美國聯盟冠軍賽第五戰，錢布里斯從Mark Littell手中敲出再見全壘打。幫助洋基隊繼1964年後再次闖進世界大賽。
錢布里斯在美聯冠軍賽的打擊率高達5成24，並敲出2轟與8分打點。在世界大賽上也有3成13的打擊率，打回一分打點，可惜無緣幫助洋基奪冠。
1977年和1978年，錢布里斯成功幫助洋基拿下世界大賽二連霸。而他本人也在1978年拿下金手套獎。

#### 錢布里斯條款
1976年美聯冠軍賽，當錢布里斯敲出再見全壘打後，大批觀眾湧入球場一同慶祝洋基隊的勝利。結果錢布里斯在跑壘途中遭到球迷阻擋，使得他沒有踩到本壘壘包。由於當時情況一片混亂，使得錢布里斯還得去詢問隊友葛雷格·奈托斯他自己是否有踩到本壘壘包，而Nettles表示他沒有成功踩到本壘板，並趕緊叫錢布里斯趕快去踩本壘板，不然主審沒看到的話全壘打無法成立。然而錢布里斯會到本壘板附近時發現壘包已經被某個興奮的觀眾偷走了，所以他最後在本壘附近一塊空地踏了一下就走了。:75
皇家隊的總教練Whitey Herzog原本想上前抗議，但是過多的群眾使得他連接近裁判都很難。而Herzog最後也沒有成功提出挑戰，裁判最終也只能宣布錢布里斯的全壘打成立。
也因為這起事件，使得大聯盟日後訂出條款，禁止任何球迷在大聯盟比賽中闖入球場。

### 生涯後期
1979年球季結束後，洋基隊將錢布里斯、Dámaso García和Paul Mirabella交易至藍鳥隊，換來Rick Cerone、Tom Underwood和Ted Wilborn。由於當家捕手瑟曼·蒙森在季中因飛機意外去世，因此洋基瞄準了捕手Rick Cerone，希望他能接下蒙森的捕手工作。而錢布里斯才到藍鳥隊沒多久，藍鳥就將他和Luis Gómez交易到勇士，換來Barry Bonnell、Joey McLaughlin和Pat Rockett。
隨後錢布里斯在勇士隊打了7個球季，1988年，他又重返洋基隊。而他整年只有代打一個打席並吞下三振，:145最後他在1980年宣布退休。

## 生涯打擊數據
| 出賽場次 | 打席 | 打數 | 得分 | 安打 | 二安 | 三安 | 全壘打 | 打點 | 盜壘 | 保送 | 三振 | 打擊率 | 上壘率 | 長打率 | OPS  |
| -------- | ---- | ---- | ---- | ---- | ---- | ---- | ------ | ---- | ---- | ---- | ---- | ------ | ------ | ------ | ---- |
| 2175     | 8314 | 7571 | 912  | 2109 | 392  | 42   | 185    | 972  | 40   | 632  | 926  | .279   | .334   | .415   | .749 |

## 個人生活
錢布里斯和前NBA選手喬·喬·懷特是表兄弟，而他的兒子羅素畢業於聖路易斯華盛頓大學，目前在紅雀隊小聯盟1A擔任教練。

## 外部連結
- 球員資訊和成績在MLB ，ESPN ，Retrosheet ，Baseball Reference ，Baseball Reference (Minors) ，Fangraphs ，The Baseball Cube （英文）